# Список умерших в 1500 году
В этой статье представлен список известных людей, умерших в 1500 году.
См. также: Категория:Умершие в 1500 году

## Январь
- 23 января — Джорджо Валла — итальянский гуманист, филолог, математик и теоретик музыки.

## Февраль
- 17 февраля — Адольф (граф Ольденбурга)

## Март
- 25 марта — Кнут Поссе — шведский государственный деятель и военачальник, один из известнейших комендантов крепостей средневековой Швеции.

## Апрель
- 10 апреля — Маруллос, Михаил

## Май
- 29 мая — Бартоломеу Диаш — португальский мореплаватель.

## Сентябрь
- 12 сентября — Альбрехт III (57) — герцог Саксонии, губернатор Фризии и основатель альбертинской линии Веттинов.
- 15 сентября — Джон Мортон — английский государственный деятель и кардинал.